# История Тяньцзиня

Тяньцзинь (красный) на карте КНР

Город Тяньцзинь ведёт свою историю с XV века, однако земли, на которых он расположен, также имеют свою историю.

## Происхождение территории

Бассейн реки Хайхэ

Ещё 4 тысячи лет назад места, на которых сейчас стоит Тяньцзинь, были дном моря. Река Хуанхэ тогда текла по другому руслу, и приносила лёсс, в результате море постепенно отступало и образовывалась суша. 3 тысячи лет назад река Хуанхэ впадала в Бохайский залив в районе нынешнего уезда Нинхэ, во времена империи Западная Хань — в районе современного городского уезда Хуанхуа городского округа Цанчжоу, во времена империи Северная Сун — у южных границ современного Тяньцзиня. При чжурчжэньской империи Цзинь Хуанхэ ушла на юг и стала впадать в море через русло реки Хуайхэ, после этого берега в районе будущего Тяньцзиня начали укрепляться.

## Освоение территории
При ханьском императоре У-ди на территории Уцина были организованы солеварни. При империи Суй, когда был построен Великий канал Китая, то в его систему ради увеличения водотока были включены прежние мелкие речки, раньше впадавшие в море по отдельности, и место, где соединялись Бэйюньхэ и Наньюньхэ получило название «Морское устье трёх соединяющихся» (三会海口).
При империи Тан в уезде Нинхэ возник посёлок соледобытчиков Лутай (芦台), откуда соль вывозилась на территорию Уцина, уже не имевшего к тому моменту выхода к морю. Так возникло первое постоянное поселение на территории современного Тяньцзиня.
Ши Цзинтан, основавший государство Поздняя Цзинь, ради победы над Поздней Тан призвал на помощь киданей, передав им за это Шестнадцать округов. Среди переданных киданям земель была и территория современного района Цзичжоу города Тяньцзинь. Впоследствии киданьская империя Ляо расширилась на юг вплоть до Янцзы, и в Уцине был размещён один из её административных институтов.
Когда киданьскую империю Ляо заменила чжурчжэньская империя Цзинь, то в районе «морского устья трёх соединяющихся» был возведён острог Чжигучжай (直沽寨). Сменившая чжурчжэней монгольская империя Юань преобразовала острог Чжигучжай в посёлок Хайцзинь (海津镇), откуда стало осуществляться администрирование добычи соли в этих местах.

## Империя Мин
При империи Мин на второй год правления под девизом «Цзяньвэнь» (1400 год) правивший в Пекине князь Фань поднял мятеж против своего племянника, занимавшего императорский трон, и отправился на юг вдоль Великого канала. Позднее, став императором, он, чтобы увековечить место, с которого начался его победоносный поход, в 21-й день 11-го месяца 2-го года правления под девизом «Юнлэ» (23 декабря 1404 года) повелел переименовать его в «Небесный брод» — «Тяньцзинь». К юго-западу от места слияния трёх рек была построена крепость «Охрана небесного брода» — «Тяньцзинь вэй» (天津卫), которая и стала началом современного города. Позднее к ней добавились «Левая охрана небесного брода» («Тяньцзинь цзовэй», 天津左卫) и «Правая охрана небесного брода» («Тяньцзинь ювэй», 天津右卫).

## Империя Цин
На 9-м году правления под девизом «Шуньчжи» (1652 год) Тяньцзиньвэй, Тяньцзиньцзовэй и Тяньцзиньювэй были объединены в единый Тяньцзиньвэй с гражданской и военной администрацией. На 3-м году правления под девизом «Юнчжэн» (1725 год) Тяньцзиньвэй был поднят в статусе до Тяньцзиньской области (天津州). На 9-м году правления под девизом «Юнчжэн» (1731 год) Тяньцзиньская область была поднята в статусе до Тяньцзиньской управы (天津府), управляющей шестью уездами и одним округом; в этом же году был учреждён пост «Наместник Чжили», а резиденцией обладателя этого поста стал Тяньцзинь.

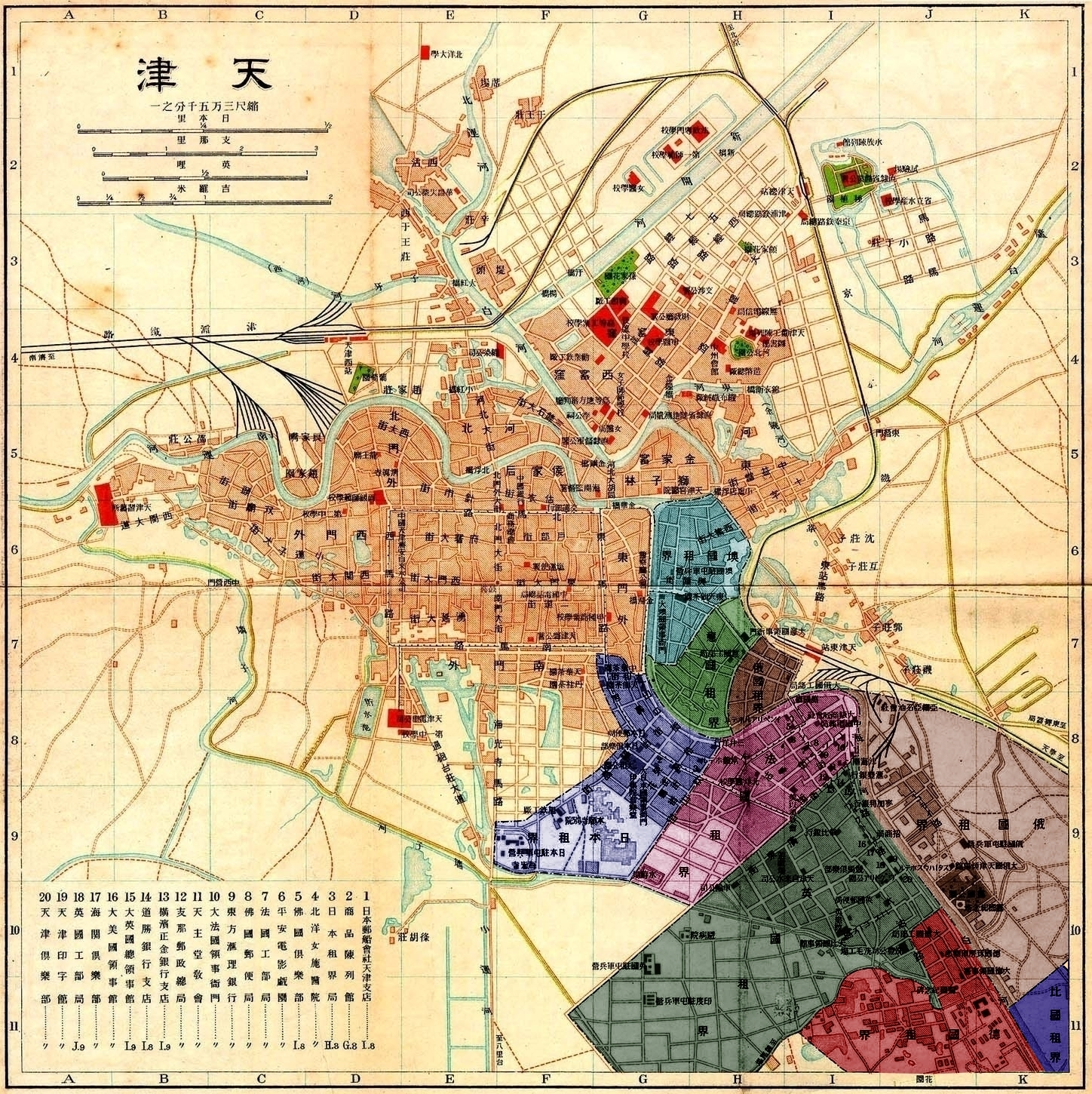
Тяньцзиньские концессии

Во время Второй Опиумной войны в 1858 году, после проигрыша Цинской империей первого сражения за форты Дагу, в Тяньцзине были подписаны Тяньцзиньские трактаты. В 1860 году, захватив форты Дагу, англо-французские войска 23 августа вошли в Тяньцзинь и сделали его своей базой для сухопутных операций. Лишь после того, как союзные войска подошли к Пекину, император ратифицировал трактаты 1858 года, в соответствии с которыми возникли иностранные концессии в Тяньцзине. Тяньцзинь стал «морскими воротами» Пекина, что привело к бурному росту города.
В 1885 году в Тяньцзине было основано Бэйянское военное училище, сыгравшее большую роль в деле подготовки кадров для новой китайской армии, а в 1893 — Тяньцзиньский центральный госпиталь.
В 1900 году во время восстания ихэтуаней европейские концессии в Тяньцзине оказались в осаде. После того, как к ним пробился европейский десант, войска восьми держав разгромили ихэтуаней под Тяньцзинем, оккупированный город на два года перешёл под управление иностранных держав.

## Период Китайской республики
В начале периода Китайской республики на территории Тяньцзиньских концессий укрывались многие люди, желающие уйти от трудностей меняющейся политической ситуации — например, бывший президент Ли Юаньхун, или последний император Айсиньгёро Пуи.
В апреле 1913 года пришедшее к власти в Пекине Бэйянское правительство ликвидировало Тяньцзиньскую управу, и из органов территориально-административного управления остались лишь власти уезда Тяньцзинь.
В октябре 1916 года произошёл конфликт между китайскими и французскими властями в районе церкви Сикай, расположенной на границе французской концессии и китайской части города. Действия французских властей вызвали массовые забастовки и демонстрации китайского населения; в результате переговоров китайских и французских властей район Сикай перешёл под совместное управление. После того, как 14 августа 1917 года Китайская республика объявила войну Центральным державам, территории Германской и Австро-Венгерской концессий были возвращены под управление Китая.
В июне 1928 года в город вошли гоминьдановские войска, и Нанкинское правительство образовало новую административную единицу — «Особый город Тяньцзинь» (天津特别市). В июне 1930 года Особый город Тяньцзинь был преобразован в город центрального подчинения. В ноябре 1930 года сюда была перенесена из Бэйпина столица провинции Хэбэй, и Тяньцзинь из города центрального подчинения стал городом провинциального подчинения.
В мае 1933 года в Тангу было подписано Перемирие Тангу между китайскими и японскими войсками. В июне 1935 года столица провинции Хэбэй была перенесена в Баодин, а Тяньцзинь опять стал городом центрального подчинения.

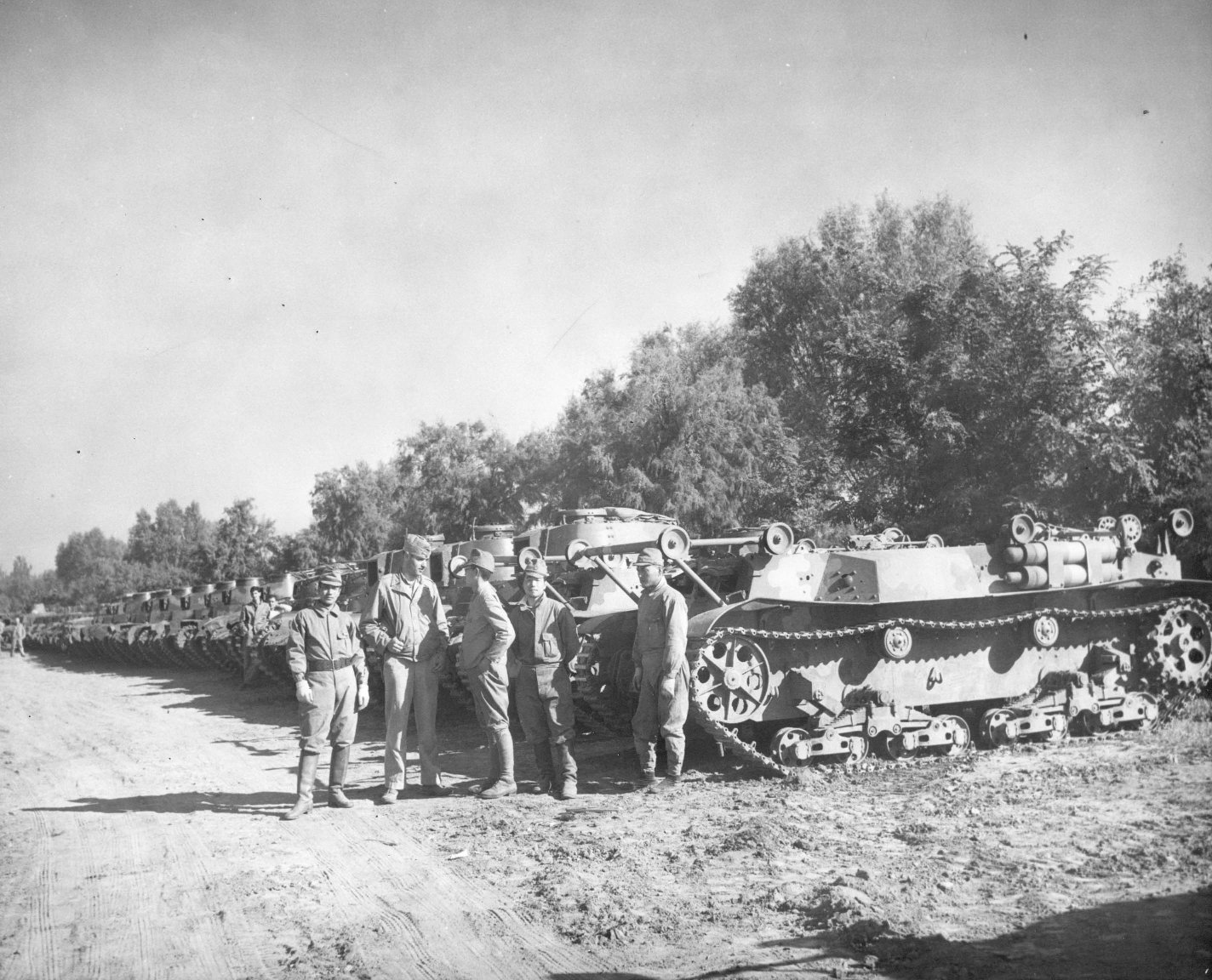
Японская танковая часть, сдавшаяся американцам в Тяньцзине в 1945 году

7 июля 1937 года началась вторая японо-китайская война. В ходе сражения за Пекин и Тяньцзинь японские войска 12 июля заняли Тяньцзиньский вокзал, а в ночь с 29 на 30 июля китайские войска были вынуждены оставить Тяньцзинь. 1 августа японцы создали Специальный совет по поддержанию порядка в Тяньцзине, который возглавил Гао Линвэй; 17 декабря японцы параллельно сделали Гао Линвэя ещё и губернатором провинции Хэбэй.
14 июня 1939 года японская армия начала блокаду английской и французской концессий, которая длилась до 20 июня 1940 года.
12 июля 1940 года в связи с распространением эпидемических болезней перемещение населения через границы Тяньцзиня было ограничено, в ряде районов был введён карантин.
28 ноября 1941 года в Тяньцзине было открыто консульство нацистской Германии. 8 декабря, в связи со вступлением Японии во Вторую мировую войну, японские войска оккупировали Британскую концессию. 20 июня 1942 года японские войска взяли под контроль и Французскую концессию.
14 августа 1945 года расквартированные в Тяньцзине японские войска услышали по радио речь императора о капитуляции Японии. 29 сентября 1945 года чунцинское гоминьдановское правительство назначило нового мэра Тяньцзиня.
В январе 1949 года Тяньцзинь был взят войсками Коммунистической партии Китая.

## Период КНР
После образования в 1949 году Китайской народной республики Тяньцзинь сохранил статус «города центрального подчинения». В 1952 году в состав города был включён Тяньцзиньский уезд, в 1953 к городу были присоединены Восточный, Западный, Южный и Северный пригородные районы, а также город Ханьгу. 11 февраля 1958 года Тяньцзинь стал городом провинциального подчинения провинции Хэбэй, в том же году были слиты вместе Тяньцзиньский специальный район и Цанчжоуский специальный район, в результате в составе Тяньцзиня помимо 8 городских районов оказалось ещё 12 уездов. В 1960 году в состав Тяньцзиня были включены ещё уезды Цзисянь и Баоди. В 1961 году Тяньцзиньский специальный район был выведен из подчинения Тяньцзиня и передан в состав провинции Хэбэй. 2 января 1967 года Тяньцзинь вновь стал городом центрального подчинения.
В 1973 году из состава провинции Хэбэй были переданы Тяньцзиню уезды Цзисянь, Баоди, Нинхэ, Уцин и Цзинхай. В 2000—2001 годах Уцин и Баоди были преобразованы из уездов в городские районы. В ноябре 2009 года Тангу, Ханьгу и Даган были слиты в Новый район Биньхай.
В 2009 году в Тяньцзине был построен самый мощный суперкомпьютер Тяньхэ-1А.
В августе 2015 года в Новом районе Биньхай произошел взрыв в порту.